# Ulriksdals station
Ulriksdal är en station på Stockholms pendeltågsnät. Den är belägen 7,1 km från Stockholm C i stadsdelen Järva inom Solna kommun, på grenen mot Märsta. Stationen i sin nuvarande utformning togs i bruk år 1990 och har en plattform med biljetthall på plattformen med entré från en gångtunnel. Antalet påstigande en genomsnittlig vintervardag beräknas till 3 600 (2015). 

## Historik
Den ursprungliga stationen öppnades år 1866 då Norra stambanan invigdes. (Delen räknas som en del av Ostkustbanan.), då med namnet Järva. namnet byttes mot Ulriksdal år 1921. 1919 hade Ulriksdals hästkapplöpningsbana öppnats i anslutning till stationen. Dessutom förekom förväxlingar med stationsnamn som Järna och Järle.  Osäkerhet om befolkningsutvecklingen i området gjorde att stationen endast genomgick smärre förändringar i samband med att pendeltågstrafik i SL-regi startade 1968. Det gamla stationshuset brandskadades 1979 och revs i början av 1980. Inte förrän 1990, sedan banan byggts ut till fyra spår, kunde en modern pendeltågsstation med gångtunnel tas i bruk i augusti.
Tidigare fanns en nedgång/uppgång på södra sidan mot Ritorp, denna togs bort för att den var för rostig. Solna stad lovade att en ny nedgång/uppgång till plattformen skulle byggas. Detta löfte har ännu inte infriats trots en markant ökning av bostäder i området.
Strax norr om Ulriksdals station utgick den så kallade Krutbanan från 1941 till slutet av 1980-talet. Det var en 3 km lång hemlig bibana, för militära ändamål, som grenade av västerut. 

## Galleri

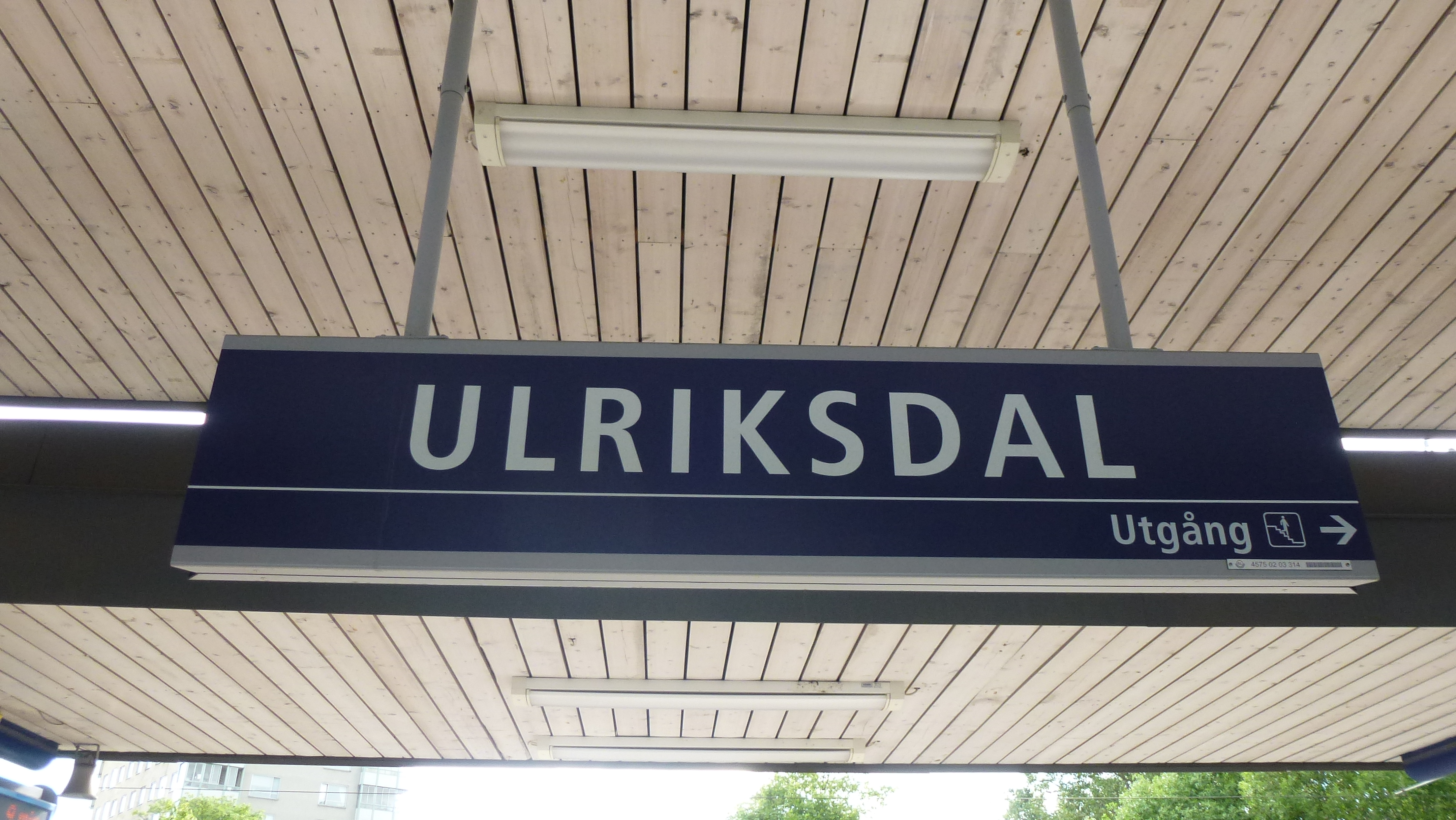
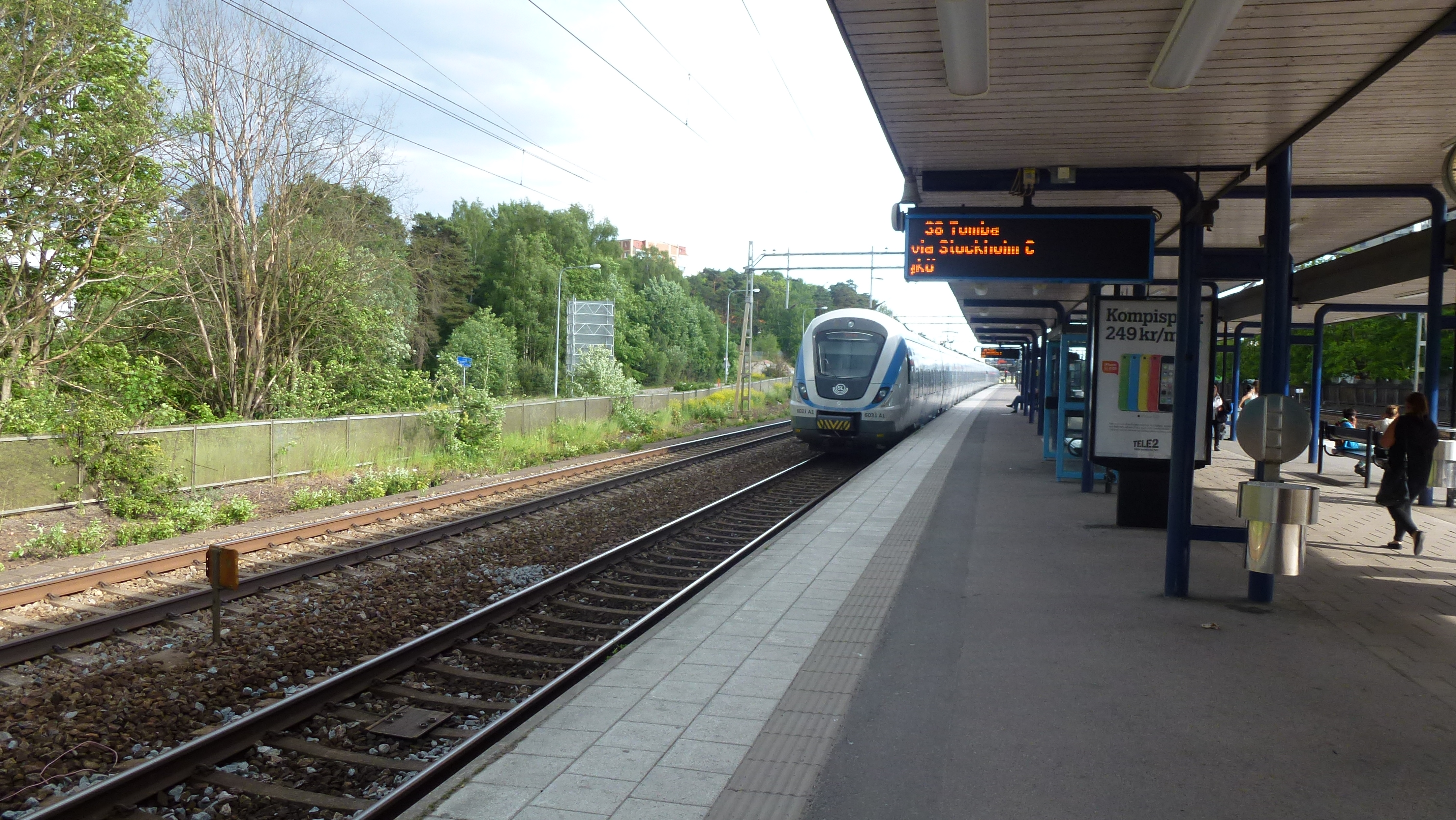
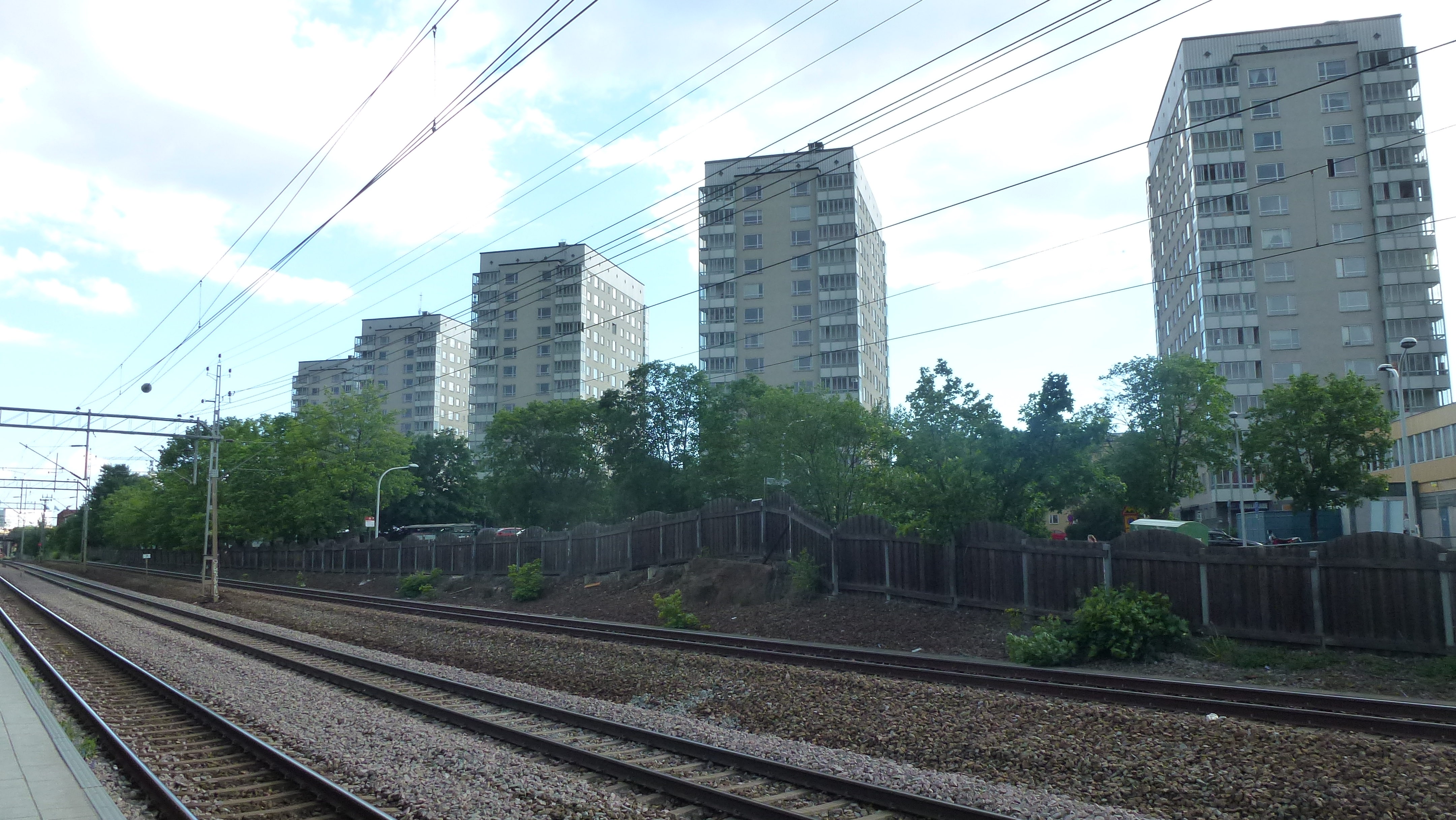
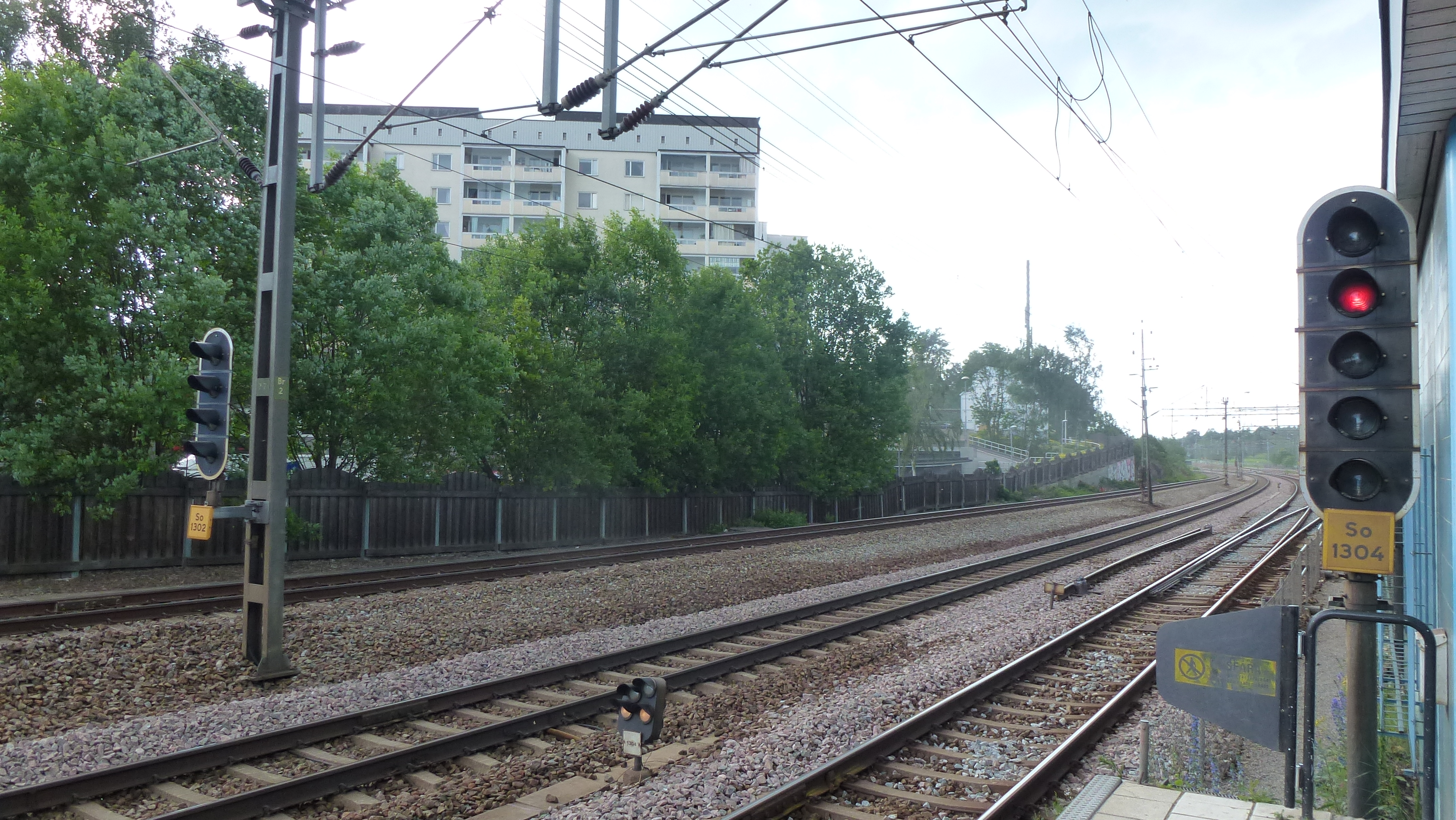
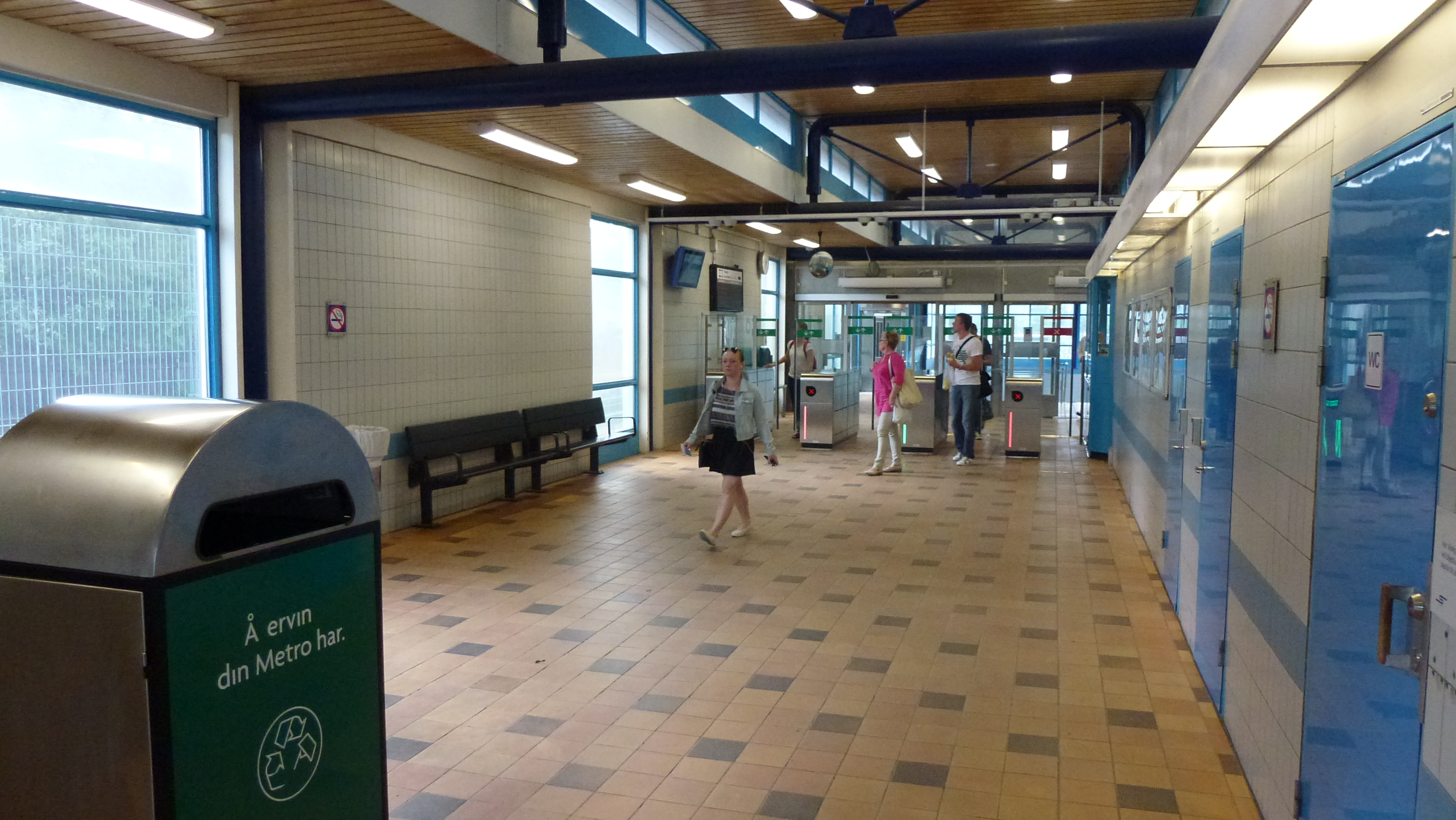
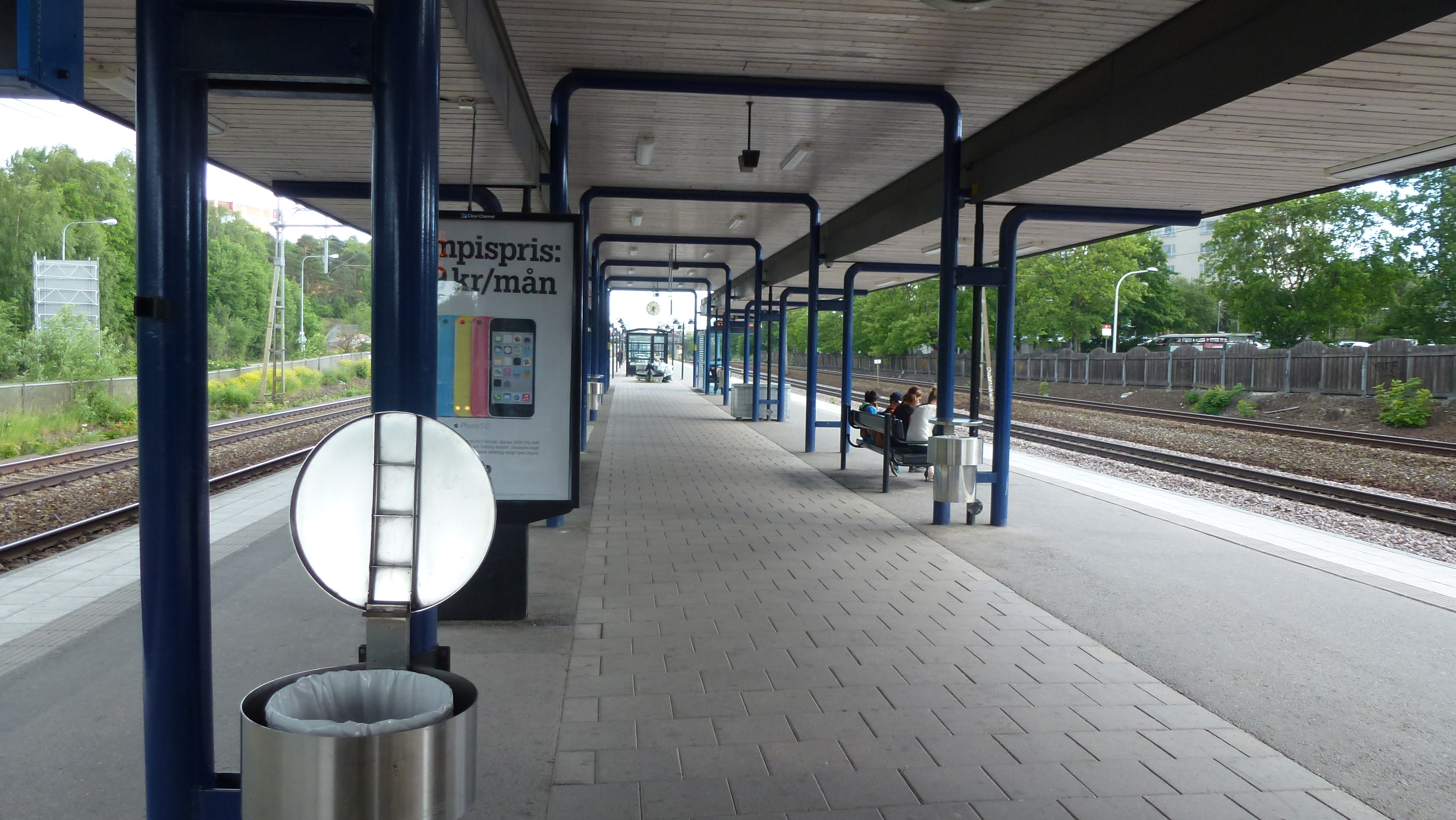
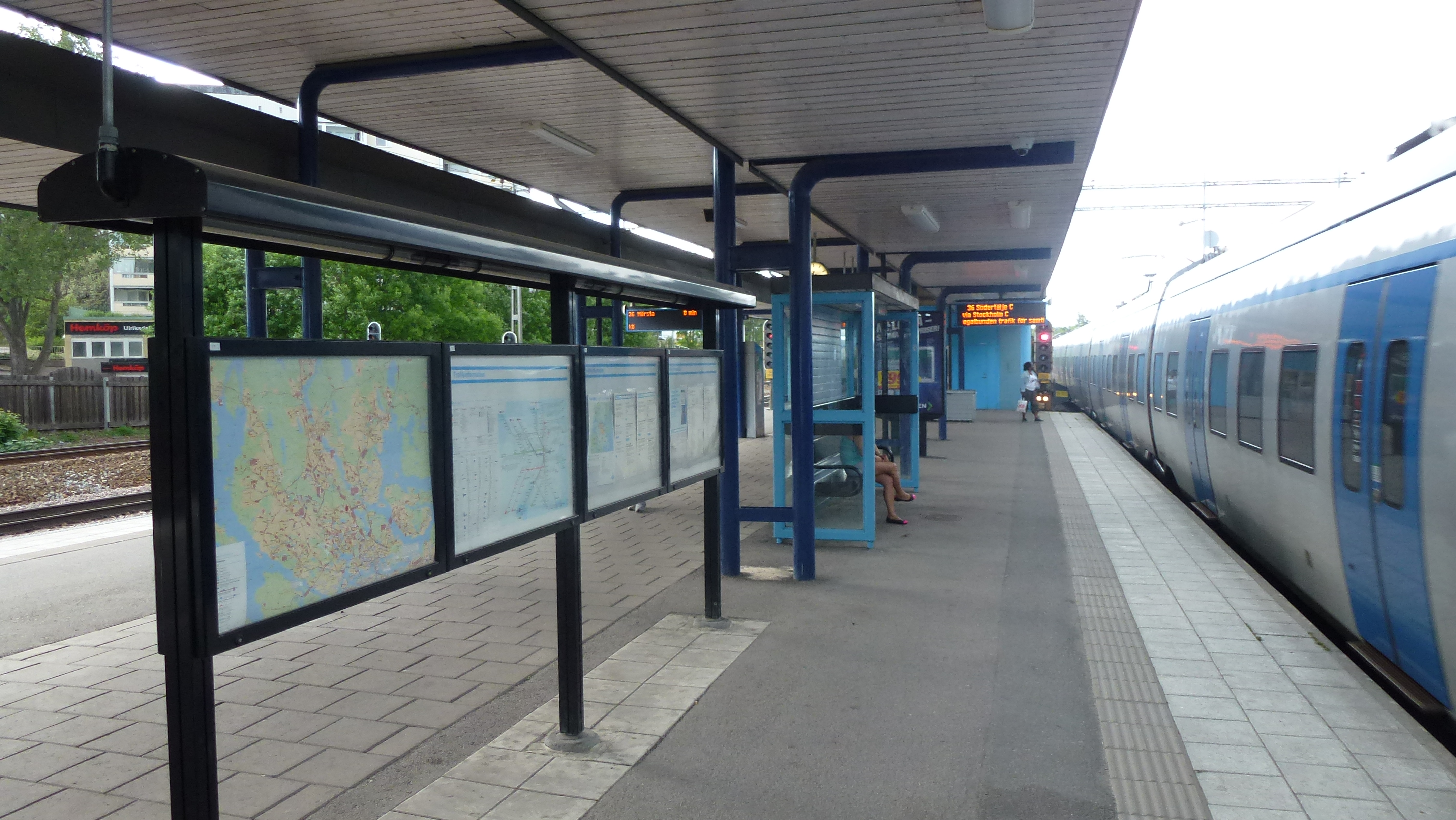
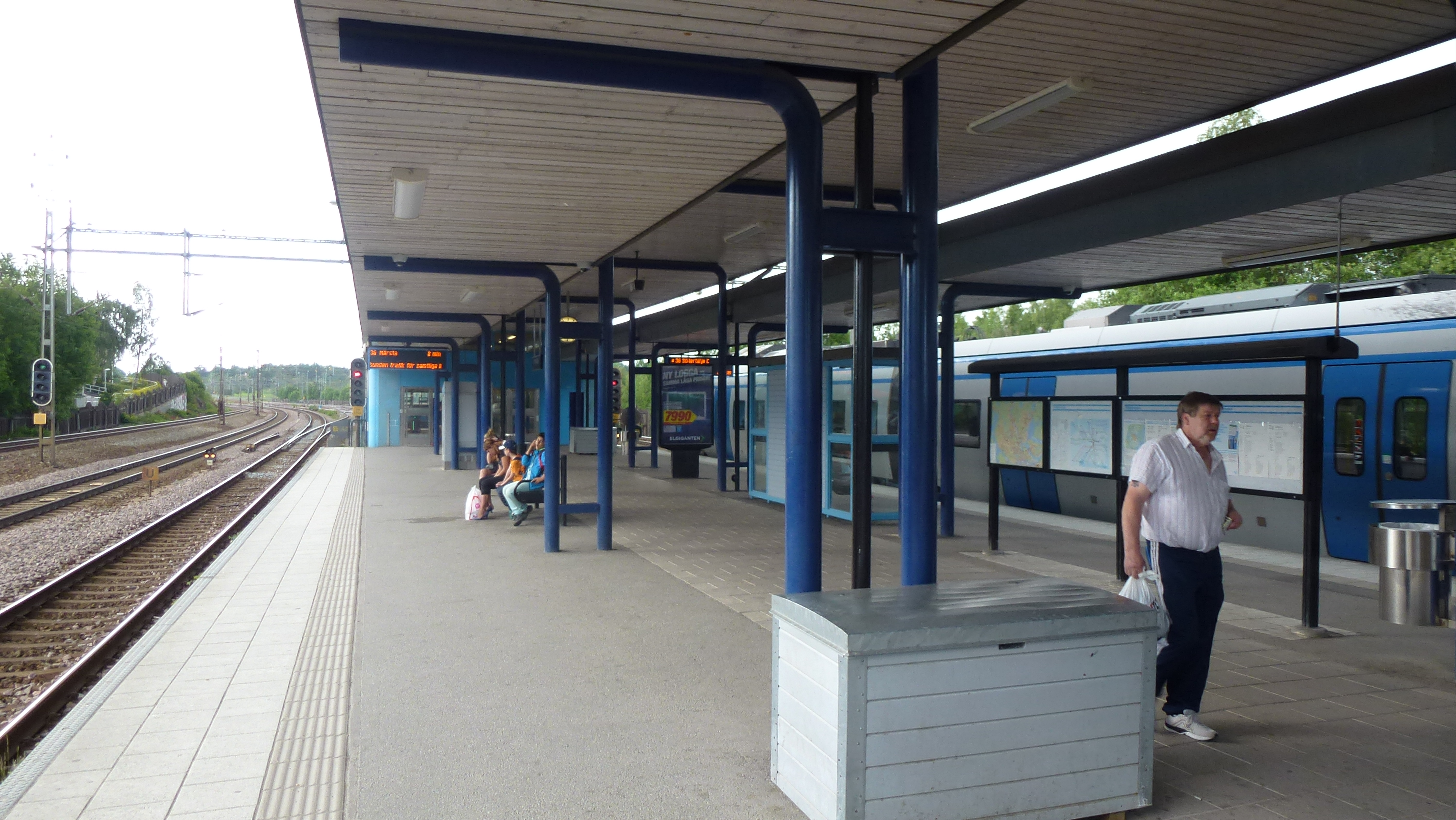